# Radiorum
Radiorum er betegnelsen for et særligt lokale på et større skib, som husede skibets radiostation, og hvor skibets telegrafist arbejder til daglig.
Med fremkomsten af mere pålidelige kommunikationskanaler end kortbølgeradio, f.eks. satellitbaseret internetadgang − og da man ikke længere anvender morsetelegrafi på skibe − er der ikke længere behov for telegrafister om bord på skibe, og radiorummet på de fleste skibe er derfor blevet nedlagt.